# Rosa hirtissima
Rosa hirtissima (троянда найволохатіша) — вид рослин з родини трояндових (Rosaceae). Етимологія: лат. hirsuta — «волохата», -issima — найвищий ступінь порівняння прикметника.

## Поширення
Вид зростає в Туреччині, Грузії, Північному Кавказі.